# LocoRoco 2
LocoRoco 2 (ロコロコ2) est un jeu de plates-formes développé par SCE Japan Studio et publié par Sony Computer Entertainment Japan. Suite de LocoRoco sorti en 2006, ce second épisode est lui aussi exclusif à la PlayStation Portable. Le jeu est sorti en Europe le 21 novembre 2008.
LocoRoco 2 Remastered est sorti en 2017 sur PlayStation 4.

## Histoire du jeu
Après avoir vaincu le chef des Mojas, il revient avec des renforts et il a de nouvelles intentions pour éliminer les LocoRocos une bonne fois pour toutes. Mais nos héros une fois de plus vont devoir triompher contre leurs ennemis jurés incarnant un nouveau LocoRoco, Viola, ainsi qu'aux BuiBui, des MuiMui rouge aux mauvaises intentions. Une fois de plus les LocoRocos devront parcourir de nouvelles horizons autour de la planète LocoRoco ainsi que de nouvelles capacités appris au fil du périple grâce au roi MuiMui. Comparé au premier opus les niveaux se font par trois pour un chapitre (à la différence de 5 mondes dans le premier opus).